# ریگان (فیلم ۲۰۱۱)
«رونالد ریگان» (انگلیسی: Reagan) یک فیلم مستند ۱۰۵ دقیقه ای به کارگردانی Eugene Jarecki است که در  ۲۳ ژانویه ۲۰۱۱ منتشر شد.